# Liste der Kulturgüter in La Brévine
Die Liste der Kulturgüter in La Brévine enthält alle Objekte in der Gemeinde La Brévine im Kanton Neuenburg, die gemäss der Haager Konvention zum Schutz von Kulturgut bei bewaffneten Konflikten, dem Bundesgesetz vom 20. Juni 2014 über den Schutz der Kulturgüter bei bewaffneten Konflikten sowie der Verordnung vom 29. Oktober 2014 über den Schutz der Kulturgüter bei bewaffneten Konflikten unter Schutz stehen.
Objekte der Kategorien A und B sind vollständig in der Liste enthalten, Objekte der Kategorie C fehlen zurzeit (Stand: 1. Januar 2023).

## Kulturgüter
| Foto |                                                              | Objekt                                         | Kat. | Typ | Standort                                      | Beschreibung |
| ---- | ------------------------------------------------------------ | ---------------------------------------------- | ---- | --- | --------------------------------------------- | ------------ |
| ja   | Datei hochladen · Wikidata zu Doppelhaus (Q29522764)         | Doppelhaus / Maison double KGS-Nr.: 03946      | A    | G   | La Grosse Maison 1 / Bémont 1 532464 / 202109 |              |
| BW   | Datei hochladen · Wikidata zu Bauernhof Brandt (Q29785920)   | Bauernhof Brandt / Ferme Brandt KGS-Nr.: 03947 | B    | G   | Les Taillères 260 534543 / 202521             |              |
| ja   | Datei hochladen · Wikidata zu Reformierte Kirche (Q16266361) | Reformierte Kirche / Temple KGS-Nr.: 03948     | B    | G   | Village 166.1 536782 / 203538                 |              |
| BW   | Datei hochladen · Wikidata zu Kapelle (Q29785918)            | Kapelle / Chapelle KGS-Nr.: 11874              | B    | G   | Bémont 330.1 532343 / 201579                  |              |